# Sobekemsaf I
Sejemra Uadyjau - Sobekemsaf o Sobekemsaf I, faraón de la dinastía XVII de Egipto, durante el segundo periodo intermedio, que gobernó c. 1619-1603 a. C.
La esposa y reina principal de Sobekemsaf fue Nubemhet. 
El hijo de Sobekemsaf I, también denominado Sobekemsaf, está representado en una estatua del Museo Egipcio de El Cairo, CG 386, procedente de Abidos; el joven príncipe está situado entre las piernas de su padre (Kim Ryholt).
El Canon Real de Turín (11.2), parcialmente legible, indica su posible nombre: (Sejemra ...) 16..., asignándole 16 años de reinado.
Está documentado en una serie de inscripciones en las rocas de Uadi Hammamat, en el desierto oriental, que contienen su nombre. Estas inscripciones están fechadas en su 7º año de reinado (Kim Ryholt).
En los bajorrelieves de los muros del templo al dios Montu, en Medamud, está representado el faraón Sobekemsaf I con el nombre de trono: Sejemra Uadyjau.
- Algunos académicos estiman que pudiera haber reinado al final de la dinastía XIII.

## Titulatura
| G5 |

| G5 |

| R4 | R8A |

| R4 | R8A |

| R4 | R8A |

| R4 | R8A |

| G5 |

| G5 |

| R4 | R8A |

| R4 | R8A |

| R4 | R8A |

| R4 | R8A |

| G16 |

| G16 |

| D36 · N37 | L1 | Z3 |

| D36 · N37 | L1 | Z3 |

| G16 |

| G16 |

| D36 · N37 | L1 | Z3 |

| D36 · N37 | L1 | Z3 |

| G8 |

| G8 |

| i | n · X7 | D32 | Z1 | N17 · N17 |

| i | n · X7 | D32 | Z1 | N17 · N17 |

| G8 |

| G8 |

| i | n · X7 | D32 | Z1 | N17 · N17 |

| i | n · X7 | D32 | Z1 | N17 · N17 |

| N5 | S42 | M13 | N28 · Z2s |

| N5 | S42 | M13 | N28 · Z2s |

| N5 | S42 | M13 | N28 · Z2s |

| N5 | S42 | M13 | N28 · Z2s |

| N5 | S42 | M13 | N28 · Z2s |

| N5 | S42 | M13 | N28 · Z2s |

| N5 | S42 | M13 | N28 · Z2s |

| N5 | S42 | M13 | N28 · Z2s |

| N5 | S42 | M13 | N28 · Z2s |

| N5 | S42 | M13 | N28 · Z2s |

| N5 | S42 | M13 | N28 · Z2s |

| N5 | S42 | M13 | N28 · Z2s |

| N5 | S42 | M13 | N28 · Z2s |

| N5 | S42 | M13 | N28 · Z2s |

| N5 | S42 | M13 | N28 · Z2s |

| N5 | S42 | M13 | N28 · Z2s |

| N5 | S42 | Z1 | G7 | HASH |

| N5 | S42 | Z1 | G7 | HASH |

| N5 | S42 | Z1 | G7 | HASH |

| N5 | S42 | Z1 | G7 | HASH |

| N5 | S42 | Z1 | G7 | HASH |

| N5 | S42 | Z1 | G7 | HASH |

| N5 | S42 | Z1 | G7 | HASH |

| N5 | S42 | Z1 | G7 | HASH |

| N5 | S42 | Z1 | G7 | HASH |

| N5 | S42 | Z1 | G7 | HASH |

| N5 | S42 | Z1 | G7 | HASH |

| N5 | S42 | Z1 | G7 | HASH |

| N5 | S42 | Z1 | G7 | HASH |

| N5 | S42 | Z1 | G7 | HASH |

| N5 | S42 | Z1 | G7 | HASH |

| N5 | S42 | Z1 | G7 | HASH |

| I4 | m | V16 · f |

| I4 | m | V16 · f |

| I4 | m | V16 · f |

| I4 | m | V16 · f |

| I4 | m | V16 · f |

| I4 | m | V16 · f |

| I4 | m | V16 · f |

| I4 | m | V16 · f |

| I4 | m | V16 · f |

| I4 | m | V16 · f |

| I4 | m | V16 · f |

| I4 | m | V16 · f |

| I4 | m | V16 · f |

| I4 | m | V16 · f |

| I4 | m | V16 · f |

| I4 | m | V16 · f |